# نظريات حول الدين
تحاول النظريات الاجتماعية والنفسية والأنثروبولوجية حول الدين عمومًا تفسير أصل الدين ووظيفته. تحدد هذه النظريات ما تقدمه كخصائص عالمية للاعتقاد والممارسة الدينية.

## التاريخ
قدم المؤلفون القدماء نظريات ما قبل علمية حول الدين منذ عصور ما قبل سقراط. رأى هيرودوت (484-425 قبل الميلاد) أن آلهة اليونان هي نفسها آلهة مصر. اعتبر يوهيميروس (حوالي 330-264 قبل الميلاد) الآلهة شخصيات تاريخية بارزة حظوا بإعجاب كبير لدرجة أنهم أصبحوا فيما بعد موضع عبادة.
ظهرت النظريات العلمية، المستنتجة والمختبرة من خلال المنهج المقارن، بعد توفر البيانات من القبائل والشعوب في جميع أنحاء العالم في القرنين الثامن عشر والتاسع عشر. يُعتَبَر ماكس مولر (1823-1900) رائدًا في الدراسات الدينية العلمية، إذ تبنى منهجًا مقارنًا تطور فيما بعد إلى علم مقارنة الأديان.
شكك كليفورد جيرتز (1926-2006) وآخرون فيما بعد في صحة تجريد نظرية عامة لجميع الأديان.

## النظريات الموضوعية

### النظريات التطورية
تنظر النظريات التطورية إلى الدين باعتباره إما تكيفًا أو نتيجة ثانوية. تنظر النظريات التكيفية إلى الدين باعتباره ذا قيمة تكيفية لبقاء البشر في العصر البليستوسيني. ترى نظريات النتيجة الثانوية أن الدين هو نتيجة ثانوية لعمليات تطورية أخرى، ولم يكن الغاية الأساسية منها.

### إدوارد بيرنت تايلور
عرّف عالم الأنثروبولوجيا إدوارد بيرنت تايلور (1832-1917) الدين بأنه الإيمان بالكائنات الروحية؛ وذكر أن هذا الاعتقاد نشأ كتفسيرات للظواهر الطبيعية. نشأ الإيمان بالأرواح من محاولات تفسير الحياة والموت. اعتمد الناس البدائيون على الأحلام البشرية التي بدت فيها الأرواح وكأنها دليل على إمكانية وجود العقل البشري بشكل مستقل عن الجسد. استُخدمت هذه الفكرة لتوسيع نطاق التفسير لتشمل الحياة والموت، والإيمان بالحياة الآخرة.
نشأت الأساطير والآلهة لتفسير الظواهر الطبيعية عن طريق القياس ومن توسيع نطاق هذه التفسيرات. افترضت نظريته أن نفسية جميع الشعوب في جميع العصور متشابهة إلى حد كبير؛ وأن التفسيرات في الثقافات والأديان تميل إلى أن تصبح أكثر تعقيدًا من خلال الديانات التوحيدية، إلى أن تصل في نهاية المطاف إلى العلم. رأى تايلور أن الممارسات والمعتقدات في المجتمعات الحديثة التي كانت مماثلة لتلك الموجودة في المجتمعات البدائية هي بقايا، لكنه لم يفسر سبب استمرارها.

### جيمس جورج فريزر
تبع جيمس جورج فريزر (1854-1941) نظريات تايلور إلى حد كبير في كتابه بعنوان الغصن الذهبي، لكنه ميز بين السحر والدين. يستخدم السحر للتأثير على العالم الطبيعي في صراع الإنسان البدائي من أجل البقاء، وأكد أن السحر يعتمد على إيمان الإنسان البدائي الأعمى بالتماس والتقليد. يمكن للإنسان البدائي مثلًا استحضار دعاء هطول الأمطار عن طريق رش الماء على الأرض، وأكد أنهم يعتقدون أن السحر يعمل وفقًا لقوانين معينة، ولكن في المقابل، فإن الدين هو الإيمان بأن العالم الطبيعي يحكمه إله واحد أو أكثر يتمتع بخصائص شخصية يمكن التوسل بها، وليس بالقوانين.

### رودولف أوتو
ركز عالم اللاهوت رودولف أوتو (1869-1937) على التجربة الدينية، وتحديدًا اللحظات التي أطلق عليها اسم نومينوس (numinous) والتي تعني «الآخر تمامًا»، ووصفها بأنها لغز مرعب ولغز ملهم ومثير للرهبة)، ورأى أن الدين ينبثق من هذه التجارب.
أكد أوتو أن هذه التجارب تنشأ من قدرة خاصة غير عقلانية للعقل البشري، وهي منفصلة إلى حد كبير عن القدرات الأخرى، مما يعني أن الدين لا يمكن اختزاله في الثقافة أو المجتمع. إن بعض آراء أوتو، بما في ذلك رأيه بأن تجربة النومينوس ناتجة عن واقع متعالٍ، غير قابلة للاختبار وبالتالي غير علمية. أثرت أفكار أوتو بشدة على علماء الظواهر وميرتشا إلياده.

### ميرتشا إلياده
نشأ نهج ميرتشا إلياده (1907-1986) من ظواهر الدين. يشارك إلياده مع أوتو في رؤيته للدين كشيء خاص ومستقل، لا يمكن اختزاله في الجانب الاجتماعي أو الاقتصادي أو النفسي وحده. يشارك أيضًا مع دوركهايم في رؤيته بأن المقدس يشكل محور الدين، ولكن على عكس دوركهايم، فإنه يرى أن المقدس يتعامل غالبًا مع ما هو خارق للطبيعة، وليس مع العشيرة أو المجتمع. ترتبط الحياة اليومية للشخص العادي بالمقدس من خلال مظاهر القداسة، والتي تسمى الظهور المقدس. يُعتَبَر الظهور المقدس (ظهور الإله) حالة خاصة منه، وكتب إلياده في أسطورة عودة الأبدية أن الرجال القدماء يرغبون في المشاركة في المقدس، وأنهم يتوقون للعودة إلى الجنة المفقودة خارج إطار الزمن التاريخي، هربًا من عبثية الحياة.
لم يستطع الإنسان البدائي أن يتحمل حقيقة أن كفاحه من أجل البقاء ليس له معنى. يقول إلياده إن الإنسان كان يشعر بالحنين إلى الكمال الآخر. كان الإنسان القديم يرغب في الهروب من رعب الزمن وكان ينظر إلى الزمن على أنه دورة متكررة. ثارت الديانات التاريخية مثل المسيحية واليهودية ضد هذا المفهوم القديم لدورة الوقت، وقدموا المعنى والاتصال بالمقدس في التاريخ من خلال إله إسرائيل.
سعى إلياده ووجد أنماطًا في الأساطير في ثقافات مختلفة مثل آلهة السماء مثل زيوس.
كانت منهجية إلياده هي دراسة الأديان المقارنة لمختلف الثقافات والمجتمعات بغض النظر عن الجوانب الأخرى لهذه المجتمعات، وغالبًا ما يعتمد على تقارير من مصادر ثانوية. استخدم أيضًا بعض المعرفة الشخصية بالمجتمعات والثقافات الأخرى لنظرياته، وذلك بالإضافة إلى معرفته بالدين الشعبي الهندوسي.
تعرض إلياده لانتقادات بسبب الغموض في تعريف مفاهيمه الرئيسية. اتُهم إلى جانب فريزر وتايلور أيضًا بإجراء مقارنات خارج السياق للمعتقدات الدينية لمجتمعات وثقافات مختلفة جدًا. اتُهم أيضًا بالتحيز الديني (المسيحي والهندوسي)، رغم أن هذا التحيز لا يبدو ضروريًا لنظريته.

### إي. إي. إيفانز بريتشارد
أجرى عالم الأنثروبولوجيا إدوارد إيفانز بريتشارد (1902-1973) دراسات إثنوغرافية موسعة بين شعوب الأزاندي والنوير الذين اعتبرهم المجتمع والعلماء السابقون «بدائيين». رأى إيفانز بريتشارد أن هؤلاء الناس مختلفون، ولكنهم ليسوا بدائيين.
لم يقترح إيفانز بريتشارد نظرية عالمية كبرى على عكس العلماء السابقين، بل أجرى أبحاثًا ميدانية واسعة النطاق وطويلة الأمد بين الشعوب «البدائية»، ودرس ثقافتهم ودينهم، ومن ضمنهم شعب الأزاندي. لم يقتصر عمله على اتصال عابر، كما كان الحال مع إلياده.
جادل أن دين الأزاندي (الشعوذة والعرافة) لا يمكن فهمه بمعزل عن السياق الاجتماعي ووظيفته الاجتماعية. لعبت الشعوذة والعرافة دورًا كبيرًا في حل النزاعات بين الأزاندي. اتفق مع دوركهايم في هذا السياق، وذلك على الرغم من أنه أقر بأن فريزر وتايلور كانا على حق في أن دينهم كان له أيضًا جانب تفسيري فكري.
كان إيمان الأزاندي بالشعوذة والعرافة منطقيًا ومتسقًا تمامًا بمجرد قبول بعض المبادئ الأساسية. لم يكن من الممكن تحمل فقدان الإيمان بالمبادئ الأساسية بسبب أهميتها الاجتماعية، وبالتالي كان لديهم نظام متقن من التفسيرات (أو الأعذار) ضد دحض الأدلة. لم يكن هناك نظام بديل من المفاهيم أو مدرسة فكرية متاحة.
كان ينتقد بشدة منظري الدين البدائي الأوائل باستثناء لوسيان ليفي-بريل، مؤكدًا أنهم أدلوا بتصريحات عن الناس البدائيين دون امتلاك معرفة عميقة كافية لتجاوز مجرد التخمين. لم يوافق إيفانز بريتشارد على تصريح بريل بأن عضوًا من قبيلة «بدائية» يقول «أنا القمر» هو أمر منطقي، وذلك على الرغم من مدحه لأعمال بريل، ولكن هذا البيان له معنى مثالي داخل ثقافتهم إذا فُهِمَ مجازيًا.
درس إيفانز بريتشارد أيضًا شعب النوير المجاور المختلف تمامًا عن شعب الأزاندي، وذلك إلى جانب دراسته للشعب الأخير. كان لدى النوير عقيدة توحيدية مجردة، تشبه إلى حد ما المسيحية واليهودية، وإن كانت تضم أرواحًا أقل. كان لديهم أيضًا عقيدة الطوطمية، لكن هذا كان جانبًا ثانويًا من ديانتهم، مما استدعى إجراء تصحيح لتعميمات دوركهايم. لم يقترح إيفانز بريتشارد نظرية للأديان، بل نظرية لدين النوير فقط.